# Liebherr LTM 11200
Liebherr LTM 11200-9.1 — найпотужніший автокран у світі. Виробляється швейцарською компанією Liebherr в Егінгені, Німеччина. Максимальна вантажопідйомність на гаку теоретично становить 1200 тонн на висоті 2,5 метра від осі обертання та 202 т противаги. Без урахування всього спецобладнання максимально можливе навантаження становить 363 т на висоті 3,5 м.
Цей кран був офіційно представлений у квітні 2007 року на виставці Bauma в Мюнхені, найбільшій у світі виставці будівельної техніки. Кран був розроблений як кран підвищеної прохідності (всюдихідний кран), що означає, що ним можна керувати та використовувати як на дорозі, так і поза нею.

## Назва
Назва крана складається наступним чином: LTM означає Liebherr Teleskop Mobilkran, 1 — перша модель, 1200 — вантажопідйомність, 9.1 — 9 осей шасі та номер версії 1.

## LTR 11200
Є також гусеничний варіант Liebherr LTR 11200 — найпотужніший телескопічний гусеничний кран у світі. Поворотна платформа, стріла та ґратчасті стріли майже ідентичні LTM 11200-9.1. З іншого боку, шасі та гусеничний транспортер були розроблені спеціально для LTR 11200. Гусеничний кран був розроблений для вітрових турбін і, зокрема, для просторових умов на берегових вітрових електростанціях. Завдяки ширині лише 4,8 метра вузька ходова частина дозволяє маневрувати навіть у обмежених умовах. Крім того, його можна переміщати в оновленому стані.